# Зала на смеха (Стара Загора)
Залата на смеха е местна забележителностите в Стара Загора. Намира се на територията на Парк „Митрополит Методий Кусев“ (по-често наричан Аязмото), в близост до Старозагорската зоологическа градина и 50-ина м над игрищата за бадминтон.
В залата има 10 криви огледала, които отразяват в причудливи форми всеки, застанал пред тях. Само още едно място в България има такава атракция – „Дом на хумора“ в Габрово, който разполага само с две огледала. Планове от 2022 г. има за възстановяване на неработещата от десетилетия „Зала на смеха“ в Русе.

## История
„Залата на смеха“ е общински обект открит през 1968 г. Оборудвана е с криви огледала внос от Испания. Временно затворена, тя отваря врати отново през 2003 г.